# Eteokrétština

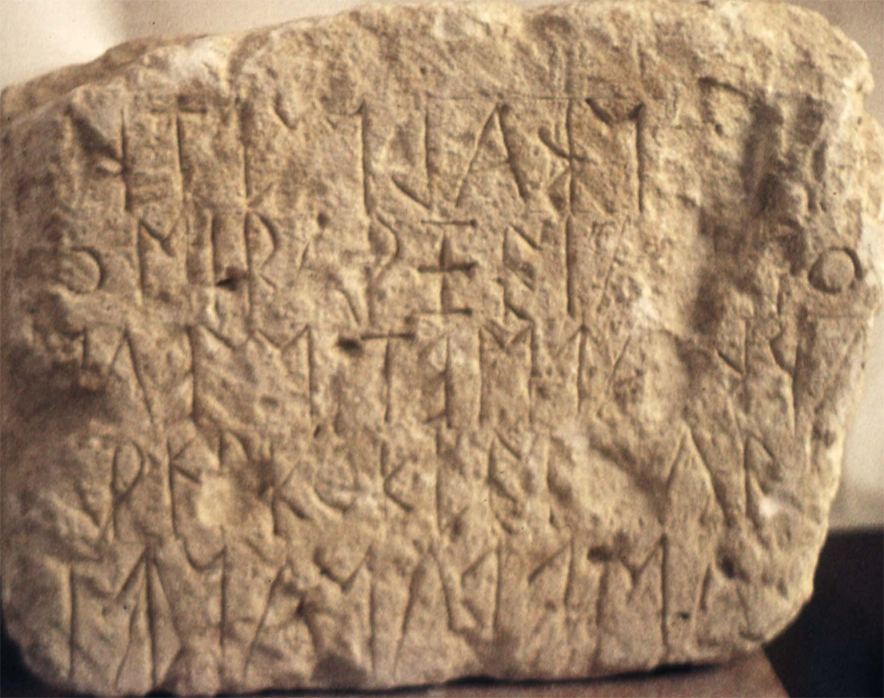
Deska z Praesosu, popsaná eteokrétsky

Eteokrétština je mrtvý jazyk, kterým se mluvilo v 7.–3. století př. n. l. na řeckém ostrově Kréta. Název jazyka je odvozen z řeckého Ἐτεόκρητες, což řecky znamená „praví Kréťané“. Důkaz o existenci jazyka pochází z desek popsaných řeckým písmem, které byly nalezeny na východní Krétě (nejdůležitější jsou desky z Drerosu a Praesosu) a které zaznamenávají jazyk výrazně odlišný od řečtiny. Text na deskách se dosud nepodařilo přeložit. Je velice pravděpodobné že eteokrétština vychází z mínojštiny, jazyka mínojské kultury, kterým se na Krétě mluvilo o 1000 let dříve a jehož záznam byl objeven na deskách popsaných krétskými hieroglyfy a lineárním písmem A. Spojitost s mínojštinou ale nelze nijak dokázat.
Jelikož toho není příliš známo o podobě eteokrétštiny tak se neřadí do žádné jazykové rodiny a jedná se o neklasifikovaný jazyk. Existují ale teorie které eteokrétštinu řadí mezi indoevropské jazyky, afroasijské jazyky, někdy je také spojován s etruštinou.

## Ukázka
Přepis eteokrétské věty z desky nalezené v Drerosu. Význam věty dosud nebyl objeven:
- Et isalabre komn men inai isaluria lmo tuprmēriēia.